# Letnie Grand Prix w skokach narciarskich 2003
Letnie Grand Prix w skokach narciarskich 2003 – 10. edycja Letniego Grand Prix, która rozpoczęła się 9 sierpnia 2003 roku w Hinterzarten, a zakończyła 31 sierpnia 2003 w Innsbrucku. Rozegrano 5 konkursów - 4 indywidualne oraz 1 drużynowy.

## Zwycięzcy

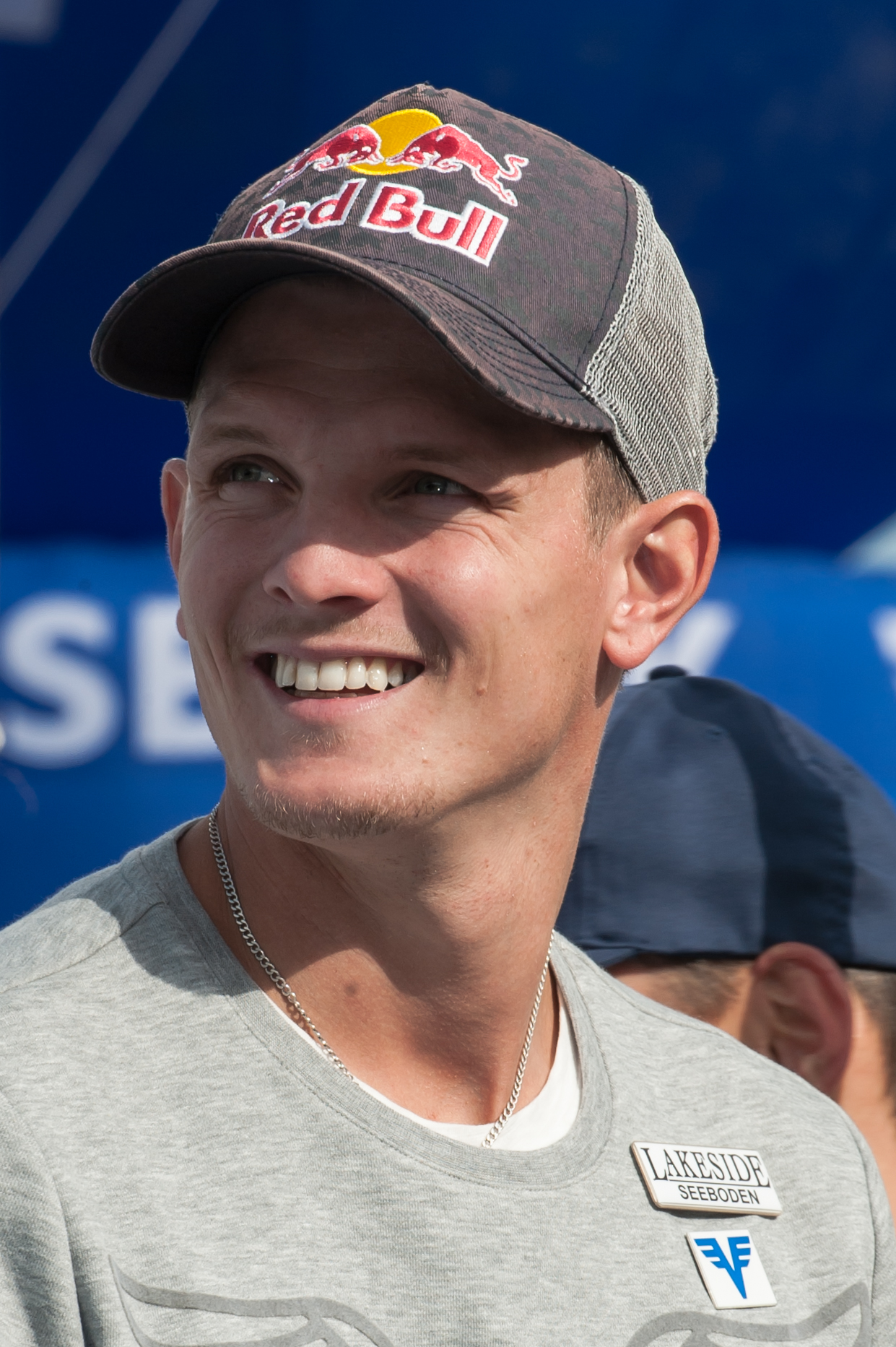
Thomas Morgenstern, zwycięzca Letniego Grand Prix 2003
Reprezentacja Austrii, zdobywcy Pucharu Narodów

## Kalendarz i wyniki
| Lp.                                           | Data                                          | Miejscowość                                   | Punkt K                                       | Uwagi                                         | 1. miejsce                                                                                        | 2. miejsce                                                                    | 3. miejsce                                                                  |
| --------------------------------------------- | --------------------------------------------- | --------------------------------------------- | --------------------------------------------- | --------------------------------------------- | ------------------------------------------------------------------------------------------------- | ----------------------------------------------------------------------------- | --------------------------------------------------------------------------- |
| 1.                                            | 9 sierpnia 2003                               | Hinterzarten                                  | K-95                                          | druż.                                         | Austria 1. Andreas Widhölzl 2. Reinhard Schwarzenberger 3. Martin Höllwarth 4. Thomas Morgenstern | Finlandia 1. Tami Kiuru 2. Akseli Kokkonen 3. Matti Hautamäki 4. Janne Ahonen | Słowenia 1. Damjan Fras 2. Rok Benkovič 3. Robert Kranjec 4. Primož Peterka |
| 2.                                            | 10 sierpnia 2003                              | Hinterzarten                                  | K-95                                          | –                                             | Thomas Morgenstern                                                                                | Tami Kiuru                                                                    | Roar Ljøkelsøy                                                              |
| 3.                                            | 14 sierpnia 2003                              | Courchevel                                    | K-120                                         | –                                             | Sigurd Pettersen                                                                                  | Thomas Morgenstern                                                            | Noriaki Kasai                                                               |
| 4.                                            | 29 sierpnia 2003                              | Predazzo                                      | K-120                                         | –                                             | Akseli Kokkonen                                                                                   | Martin Höllwarth                                                              | Veli-Matti Lindström                                                        |
| 5.                                            | 31 sierpnia 2003                              | Innsbruck                                     | K-120                                         | –                                             | Maximilian Mechler                                                                                | Rok Benkovič                                                                  | Veli-Matti Lindström                                                        |
| Letnie Grand Prix 2003 – klasyfikacja końcowa | Letnie Grand Prix 2003 – klasyfikacja końcowa | Letnie Grand Prix 2003 – klasyfikacja końcowa | Letnie Grand Prix 2003 – klasyfikacja końcowa | Letnie Grand Prix 2003 – klasyfikacja końcowa | Thomas Morgenstern                                                                                | Akseli Kokkonen                                                               | Martin Höllwarth                                                            |

## Klasyfikacje

### Klasyfikacja indywidualna
Stan po zakończeniu LGP 2003
| Miejsce | Zawodnik             | Punkty |
| ------- | -------------------- | ------ |
| 1.      | Thomas Morgenstern   | 223    |
| 2.      | Akseli Kokkonen      | 190    |
| 3.      | Martin Höllwarth     | 176    |
| 4.      | Rok Benkovič         | 175    |
| 5.      | Roar Ljøkelsøy       | 150    |
| 6.      | Maximilian Mechler   | 124    |
| 7.      | Primož Peterka       | 122    |
| 8.      | Veli-Matti Lindström | 120    |
| 9.      | Tami Kiuru           | 117    |
| 10.     | Jakub Janda          | 106    |
| ...     |                      |        |

### Klasyfikacja drużynowa
Stan po zakończeniu LGP 2003
| Miejsce | Reprezentacja     | Punkty |
| ------- | ----------------- | ------ |
| 1.      | Austria           | 1136   |
| 2.      | Finlandia         | 889    |
| 3.      | Słowenia          | 677    |
| 4.      | Niemcy            | 645    |
| 5.      | Norwegia          | 541    |
| 6.      | Japonia           | 283    |
| 7.      | Czechy            | 192    |
| 8.      | Polska            | 132    |
| 9.      | Francja           | 76     |
| 10.     | Szwajcaria        | 61     |
| 11.     | Estonia           | 21     |
| 12.     | Stany Zjednoczone | 14     |
| 13.     | Kazachstan        | 4      |
| 14.     | Słowacja          | 3      |